# 弗雷日蒙
弗雷日蒙（法語：Frégimont，法語發音：[fʁeʒimɔ̃]）是法国洛特-加龙省的一个市镇，属于阿让区。

## 地理
弗雷日蒙（44°16'40"N, 0°27'30"E）面积7.59 平方千米，位于法国新阿基坦大区洛特-加龍省，该省份为法国西南部内陆省份，北起多爾多涅省，西接吉倫特省和朗德省，南至热尔省，东临塔恩-加龙省和洛特省。
与弗雷日蒙接壤的市镇（或旧市镇、城区）包括：巴藏、克莱蒙代苏、小吕西尼昂、普赖萨斯、圣萨尔维。

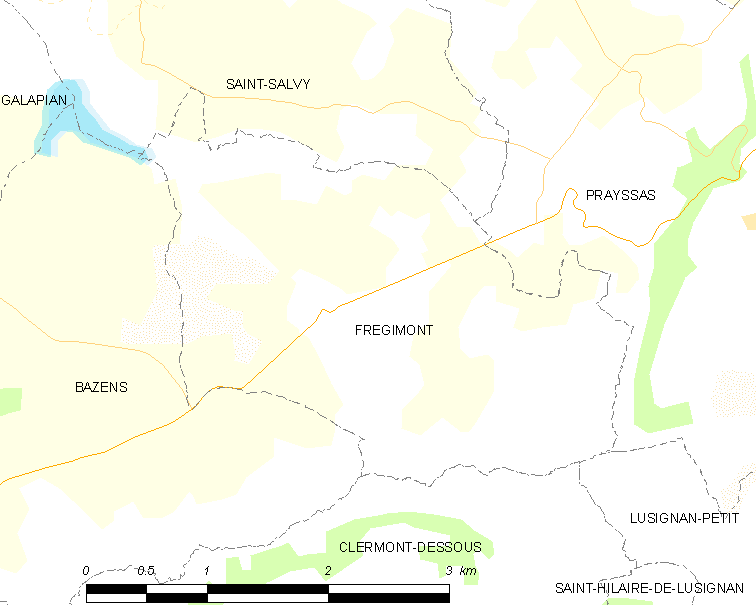
弗雷日蒙的OSM定位图

弗雷日蒙的时区为UTC+01:00、UTC+02:00（夏令时）。

## 行政
弗雷日蒙的邮政编码为47360，INSEE市镇编码为47104。

## 政治
弗雷日蒙所属的省级选区为汇流县。

## 人口

1962-2008年间弗雷日蒙人口变化图示

弗雷日蒙于2022年1月1日时的人口数量为272人。